# القرية (الرجم)

تعديل مصدري - تعديل

القرية هي إحدى قرى عزلة غالب ربيعي بمديرية الرجم التابعة لمحافظة المحويت، بلغ تعداد سكانها 76 نسمة حسب تعداد اليمن لعام 2004.